# Rasdolnoje (Kaliningrad, Nesterow)
Rasdolnoje (russisch Раздольное, deutsch (Klein) Tarpupönen, 1928–1947 Sommerkrug) ist eine kleine Siedlung im  russischen Oblast Kaliningrad. Sie gehört zur kommunalen Selbstverwaltungseinheit Stadtkreis Nesterow im Rajon Nesterow.

## Geographische Lage
Rasdolnoje liegt im Nordosten des Rajon Nesterow an einer Straße, welche die Rajonstadt Nesterow (11 Kilometer) mit Kutusowo (ehemals Schirwindt) an der russisch-litauischen Grenze (16 Kilometer) verbindet. Die nächste Bahnstation ist Nesterow an der Bahnstrecke Kaliningrad–Tschernyschewskoje zur Weiterfahrt nach Litauen (Teilstück der ehemaligen Preußischen Ostbahn).

## Geschichte
Tarpupönen gehörte am 24. Juni 1874 zu einer der 15 Landgemeinden bzw. Gutsbezirke, die den neu errichteten Amtsbezirk Bilderweitschen (1939–1946 Bilderweiten, heute russisch: Lugowoje) bildeten. Zu der Landgemeinde gehörte auch der Wohnplatz Luisenhof. Am 1. Dezember 1910 zählte sie 15 Einwohner. Wohl wegen dieser kleinen Zahl setzte sich bereits zwischen 1903 und 1907 die Zusatzbezeichnung „Klein“ Tarpupönen durch. Bereits am 30. September 1928 wurde Tarpupönen in „Sommerkrug“ umbenannt, nachdem ein kleiner Teil des Gutsbezirks Degesen (Groß Degesen, russisch: Babuschkino) eingegliedert worden war. Die Gemeinde Sommerkrug verlor am 1. Oktober 1937 ihre Selbständigkeit und wurde nach Groß Degesen (Babuschkino) eingemeindet.
Der Ort gehörte bis 1945 zum Landkreis Stallupönen (1939–1946 Ebenrode) im Regierungsbezirk Gumbinnen der preußischen Provinz Ostpreußen. 
Infolge des Zweiten Weltkrieges kam Sommerkrug zur Sowjetunion. Im Jahr 1947 erhielt der Ort den russischen Namen Rasdolnoje und wurde gleichzeitig dem Dorfsowjet Lugowski selski Sowet im Rajon Nesterow zugeordnet. Im Jahr 1954 gelangte der Ort in den Prigorodny selski Sowet. Von 2008 bis 2018 gehörte Rasdolnoje zur Landgemeinde Prigorodnoje selskoje posselenije und seither zum Stadtkreis Nesterow.

## Kirche
Vor 1945 gehörten die evangelischen Einwohner von (Klein)  Tarpupönen bzw. Sommerkrug zum Kirchspiel der Kirche Groß Warningken (der Ort hieß 1938 bis 1946: Steinkirch, russisch: Sabolotnoje, ist nicht mehr existent) im Kirchenkreis Pillkallen (Schloßberg) (russisch: Dobrowolsk) in der Kirchenprovinz Ostpreußen der Kirche der Altpreußischen Union. Letzter deutscher Geistlicher war Pfarrer Heinrich Petereit. Auch die katholischen Einwohner hatten ihre Pfarrgemeinde in Bilderweitschen, die zum Bistum Ermland gehörte.
Während der Zeit der Sowjetunion waren alle kirchlichen Aktivitäten untersagt. Erst in den 1990er Jahren bildete sich im benachbarten Babuschkino (Groß Degesen) eine evangelische Gemeinde, die sich der neuerrichteten Propstei Kaliningrad in der Evangelisch-Lutherischen Kirche Europäisches Russland (ELKER) eingliederte. Das zuständige Pfarramt ist das der Salzburger Kirche in Gussew (Gumbinnen).